# David Firth (attore)
David Firth, all'anagrafe David Coleman (Bedford, 15 marzo 1945) è un attore inglese.

## Biografia
Dopo gli studi alla Guildhall School of Music and Drama, nel 1967 Firth si unì alla Royal Shakespeare Company, con cui recitò in un gran numero di classici del teatro inglese, tra cui Re Lear, Come vi piace, Troilo e Cressida, Molto rumore per nulla, La tragica storia del Dottor Faust e La tragedia del vendicatore. Nel 1973 si unì alla compagnia del National Theatre di Laurence Olivier presso l'Old Vic, recitando nei loro allestimenti di Macbeth, Il giardino dei ciliegi e Misura per misura; negli anni 70 intraprese anche la carriera di cantante da musical, recitando nella prima britannica di 1776 (1970) e nel musical di Stephen Sondheim Side by Side by Sondheim (1976). 
Negli anni ottanta cominciò a recitare più assiduamente nel West End londinese, dove interpretò Guildestern nell'Amleto in scena al Piccadilly Theatre e divenne il primo interprete del ruolo di Monsieur André nel musical di Andrew Lloyd Webber The Phantom of the Opera (1986) all'His Majesty's Theatre. Negli anni novanta si dedicò prevalentemente al genere del musical e dell'operetta, cantando ruoli di primo rilievo in H.M.S. Pinafore alla Royal Festival Hall e nei tre musical di Sondheim Assassins (Donmar Warehouse, 1992), Passion (Queen's Theatre, 1995) e Follies (Birmingham, 1996). Nel 2011 è tornato a recitare in The Phantom of the Opera in una speciale rappresentazione alla Royal Albert Hall per celebrare il venticinquesimo anniversario del musical.

## Filmografia parziale

### Cinema
- Litigi d'amore (The Upside of Anger), regia di Mike Binder (2005)
- The Phantom of the Opera at the Royal Albert Hall, regia di Laurence Connor (2011)

### Televisione
- Wycliffe - serie TV, 3 episodi (1998)
- Holby City - serie TV, 1 episodio (2001)
- Metropolitan Police - serie TV, 1 episodio (2003)
- Doctors - serie TV, 6 episodi (2003-2007)
- Waking the Dead - serie TV, 1 episodio (2004)
- Casualty - serie TV, 5 episodi (2006-2007)
- L'ispettore Barnaby - serie TV, 1 episodio (2007)

## Doppiatori italiani
- Sandro Iovino in Litigi d'amore